# Himmerland Rundt 2013
La 3e édition du Himmerland Rundt a eu lieu le 27 avril 2013. Elle a été remportée par le Néerlandais Yoeri Havik.

## Classement final
Yoeri Havik remporte la course en parcourant les 194,3 kilomètres en 4 h 41 min 56 s à la vitesse moyenne de 41,350 km/h,.